# أغنية كعكة الايس كريم
كعكة الايس كريم هي أغنية سجلتها مجموعة الفتيات الكورية الجنوبية المخمل الأحمر لأول مرة في مسرحية طويلة كعكة الايس كريم 2015 في المقام الأول مسار رقص-روك بتأثيرات من الطبل والباس وكتبت الأغنية الشاعر جو يون كيونغ  وكيم دونغ هيون
و فريدريك هاجستام وهايلي أيتكينو يوهان جوستافسون وسيباستيان لوندبرج  بينما تم التعامل مع الإنتاج والترتيب بواسطة هايلي أيتكين و  موسيقى الثالوث بعد إصدار أغنية تلقائي تم إصدارها باعتبارها الأغنية المنفردة الثانية للمجموعة  تم تسويقه على أنه المسار الرئيسي  من المسرحية الموسعة في 16 مارس  بواسطة إس إم للتسلية 2015 إلى جانب فيديو موسيقي مصاحب مع إصدار الوالدين  عرضت المجموعة مفهومها الصوتي المزدوج في ألبوم واحد لأول مرة على أنها
تمت ترقيته على أنه أغنية فردية حمراءعلى عكس أوتوماتيك التي تم الترويج لها على أنها أغنية مخمليه المنفردة
تلقت الأغنية منذ ذلك الحين إشادة من نقاد الموسيقى   ووصفوها بأنها عدوى بوب إدمانية وغير متوقعة وأظهرت إمكانات المجموعة  لقد حققت أيضًا نجاحًا تجاريًا حيث أصبحت الاختراق الذي حققته المجموعة وثاني أفضل خمسة ضربات  وبلغت ذروتها في المركز الرابع على مخطط غاون الرقمي والمركز الثالث على مخطط أغاني بيلبورد الرقمية العالمية

## الخلفية والإصدار
بعد إنهاء العروض الترويجية لـ كن طبيعي في أواخر أكتوبر 2014 أُعلن أن المخمليه الحمراء سيعود بمسرحية مطولة ليكون بذلك أول إصدار مناسب له منذ ترسيم الفرقة في أغسطس 2014  قبل الإعلان الرسمي عن العودة  كانت مخمليه حمراء شوهدت وهي تصور في صحراء خارج مدينة بالمديل بولاية كاليفورنيا مباشرة من أجل فيديو موسيقي في فبراير 2015 مع عضوة الناشئون اس ام  آنذاك ياري، مع عنوان الأغنية المشاع آنذاك فتاة شقراء  في 11 مارس 2015   قدمت ياري للتسليه رسميًا كعضو جديد في مخمليه حمراء من خلال مقطع فيديو تم تحميله على قناتها على يوتيوب  جنبًا إلى جنب مع الصور التشويقية من العضوات ايرين وجوي في نفس اليوم كشفوا عن عنوان أول ألبوم للمجموعة سيكون كعكة الايس كريم  والذي سيصدر في 18 مارس 2015  تم بعد ذلك تحميل الفيديو الرسمي كعكة الايس كريم  على قناة مدينة اس ام الرسمية في16  قبل إصداره رقميًا في 17 مارس 2015.

## إنتاج
كعكة الايس كريم من إنتاج هايلي أيتكين وإنتاج فريق موسيقى الثالوث  والذي يتكون من سيباستيان لوندبرج وفريدريك هاغستام ويوهان جوستافسون في ديسمبر 2012  تم رصد نسخة تجريبية مدتها 21 ثانية من الأغنية لأول مرة خلال حلقة من برنامج تلفزيوني سويدي  كوري حيث يمكن رؤية لوندبرج وهاغستام وجوستافسون أثناء معالجة النسخة التجريبية التي تم غنائها باللغة الإنجليزية 
بعد شرائه من قبل اس ام الترفيه  تمت إعادة كتابة كلمات الأغنية باللغة الكورية من قبل مؤلف الأغاني جو يون كيونج وكيم دونج هيون  مع السابق الذي كان يكتب لزملاء ريد فيلفيت سابقًا  وتغير عنوان الأغنية من اسمها الأصلي شاحنة الآيس كريم 
من الناحية الموسيقية الأغنية عبارة عن مسار رقص روك بتأثير من موسيقى البابلجوم البوب والطبل والباس، والتي تمثل الشخصيات الصوتية الحمراء للمجموعة  تم تأليفه في مفتاح أي الرئيسي بإيقاع 172 نبضة في الدقيقة  بالإضافة إلى ذلك فإنه يتميز أيضًا بتناغم مسكون يمكن سماعه أثناء مقدمة الأغنية  بينما يكون مصحوبًا بصوت صندوق الموسيقى  تخبر الكلمات عن إثارة الفتاة التي تنجذب إلى صديقها  باستخدام كعكة الآيس كريم كناية عن مشاعر الفتاة  تم أيضًا استخدام نسختين مختلفتين من ريمكس الأغنية للترويج للمجموعة حيث يحتوي الإصدار الأول على قسم إضافي للرقص يتم إجراؤه على بنك الموسيقى كي بي سي الخاص بنصف عام  والثاني يحتوي على مقدمة أطول وقسم آخر للرقص نحو  نهاية الأغنية  مع حذف المقطع الثاني والكورس من النسخة الأصلية تم أداؤه في 2015ام بي سي احتفال موسيقي

## الفيديو كليب

### الخلفية

#### ملخص واستقبال
تم تصوير الفيديو الموسيقي لـ كعكة الايس كريم  في فبراير 2015 تقريبًا في فور آيس موفي رانش الواقعة في بالمديل  كاليفورنيا  كان من إخراج المخرج كيم ووكي الذي سبق أن أخرج أول أغنية منفردة لريد فيلفيت بعنوان السعادة  في فندق مهجور  يظهر الفيديو الموسيقي جميع الأعضاء الخمسة وهم يرقصون ويغنون على الأغنية بينما تظهر الفتيات يأكلن الآيس كريم ويشربن القهوة المثلجة في ملابس ملونة في الصحراء  في بعض المشاهد  يمكن رؤية المجموعة وهي تقود على طول الطريق بينما تلاحقها كرة وردية كبيرة تم إنشاء تصميم الرقصات الخاصة بالأغنية بواسطة مصمم الرقصات كيلي هانجامي الذي كان قد صمم رقصًا سابقًا لـ كن طبيعي في عام 2014تم تحميل الفيديو على قناة اس أم مدينه الرسمية في 16 مارس 2015  وأصبح الفيديو كي بوب الأكثر مشاهدة في كل من أمريكا و  العالم لشهر مارس  منذ ذلك الحين حصل على أكثر من 100 مليون مشاهدة  مما يجعله الفيديو الموسيقي السادس الأكثر مشاهدة
بدأ الترويج للأغنية مع «آيس كريم تي في» في 17 مارس 2015 حيث روجت المجموعة لأول مرة مسرحية ممتدة من خلال أداء الأغاني مباشرة في العرض  والذي تم بثه عبر نافر ميوزيك واستضافه مينهو عضو شايني  بعد يومين من الإصدار الرقمي  قاموا بأول أداء مباشر لـ كعكة الآيس كريم  على أم العد التنازلي   تلاه عروض على بنك الموسيقى في 20 مارس  انكيكو في 22 مارس حيث قاموا أيضًا بأداء نسخة مختصرة من التلقائية   بعد أسبوع عادت الفرقة إلى ميوزيك بانك وفازت بأول عرض موسيقي لها منذ ترسيمها الرسمي  ثم استمروا في الترويج للأغنية خلال النصف الأول من عام 2015 في البرامج الموسيقية والبرامج الحوارية الإذاعية  قبل أن ينتهوا بأداء نهاية العام في حفل توزيع جوائز غاون موسيقى الرسم البياني الخامس في 17 فبراير 2016  حيث حصلوا جائزة العام  الأداء لساخن كانت الأغنية جزءًا من القائمة المحددة لحفل المخملية الحمراء الأول الغرفة الحمراء في أغسطس 2017  حيث تم إجراء نسخة ريمكس بدلاً من الإصدار الأصلي. 